# Władcy Nevers

Herb hrabiów i książąt Nevers

## Hrabiowie Nevers

### Dynastia burgundzka
- do 987: Odo Henryk
- 987–992: Otto Wilhelm

### Dynastia Nevers
- 992–1031: Landri
- 1031–1040: Renald I
- 1040–1083: Wilhelm I
- 1083–1097: Renald II
- 1097–1147: Wilhelm II
- 1147–1161: Wilhelm III
- 1161–1168: Wilhelm IV
- 1168–1176: Gwidon
- 1176–1181: Wilhelm V
- 1181–1193: Agnieszka I razem z Piotrem de Courtenay

### Kapetyngowie, linia Courtenay
- 1193–1213: Matylda I razem z Herweuszem IV

### Dynastia Donzy
- 1213–1225: Agnieszka II razem z Gwidonem

### Dynastia Chatillon
- 1225–1241: Guigues de Forez
- 1241–1250: Gaucher
- 1250–1254: Jolanta I razem z Archambaudem I

### Dynastia Bourbon
- 1254–1262: Matylda II razem z Eudoksjuszem

### Kapetyngowie, linia burgundzka
- 1262–1280: Jolanta II razem z Janem Tristanem i Robertem I

### Dynastia Dampierre
- 1280–1322: Ludwik I
- 1322–1346: Ludwik II
- 1346–1384: Ludwik III
- 1384–1384: Małgorzata I razem z Filipem I Śmiałym

### Walezjusze, linia burgundzka
- 1384–1404: Jan I
- 1404–1415: Filip II
- 1415–1464: Karol I
- 1464–1491: Jan II

### Dynastia kliwijska
- 1491–1506: Engilbert
- 1506–1521: Karol II

## Książęta Nevers

### Dynastia kliwijska
- 1521–1561: Franciszek I
- 1561–1562: Franciszek II
- 1562–1564: Jakub I
- 1564–1565: Henrietta

### Gonzagowie
- 1565–1595: Ludwik IV
- 1595–1637: Karol III
- 1637–1659: Karol IV

### Mazarinowie
- 1659–1661: Juliusz I

### Dynastia Mancini
- 1661–1707: Philippe-Jules Mancini
- 1707–1768: François Mancini
- 1768–1798: Louis-Jules Mancini-Mazarini